# Тамала (Пензенская область)
Тамала́ — посёлок городского типа в России, административный центр Тамалинского района Пензенской области.
Образует муниципальное образование рабочий посёлок Тамала со статусом городского поселения как единственный населённый пункт в его составе.

## География
Расположен на реке Тамале, в 173 км к юго-западу от областного центра города Пензы, в 15 км от границы Пензенской и Тамбовской областей. Железнодорожная станция Тамала на участке Тамбов — Ртищево Рязанско-Уральского железнодорожного хода.

## Происхождение названия
Возможные версии:
- от мордовского тума ляй (дубовый овраг, река);
- от тюркского тама лы (изобилующая курганами).
- от протекающей реки "Тамалка" (ныне высохла)

## История
Посёлок был основан в 1870 году как станция Рязано-Уральской железной дороги. Входил в состав Дуровской волости Сердобского уезда Саратовской губернии. В посёлке были 4 паровые мельницы со складами, вокзал, почта-телеграф, аптека, школа, больница, элеватор; действовало Общество потребителей. В 1902 построена храм-школа с престолом во имя Николая Чудотворца на средства прихожан села Тамала и деревень Сергиевки и Овчинниковой.
В 1917 году в посёлке был открыт рабоче-крестьянский клуб — один из первых в Саратовской губернии. В 1919—1920 годах действовала сельхозартель «Трудолюбие». Во время антоновского крестьянского восстания в посёлке располагались части Красной армии. В 1920-е годы в черту посёлка вошла соседняя деревня Тамала.
С 1928 года районный центр Тамалинского района Балашовского округа Нижне-Волжского края (с 1939 года в Пензенской области).
Между 1939 и 1959 годами в состав районного центра включён поселок Свиносовхоз.
В 1966 году село Тамала преобразовано в посёлок городского типа.

## Население
| 1910  | 1926  | 1931  | 1939  | 1959  | 1970  | 1979  |
| ----- | ----- | ----- | ----- | ----- | ----- | ----- |
| 914   | ↗1825 | ↗1976 | ↗4191 | ↗4590 | ↗6670 | ↗8109 |
| 1989  | 2002  | 2009  | 2010  | 2011  | 2012  | 2013  |
| ↗8577 | ↘8062 | ↘7463 | ↗7476 | ↘7456 | ↘7289 | ↘7095 |
| 2014  | 2015  | 2016  | 2017  | 2018  | 2020  | 2021  |
| ↘6907 | ↘6797 | ↘6761 | ↘6745 | ↘6661 | ↘6422 | ↘6302 |

## Экономика
В посёлке действуют агрохолдинг «Тамала» (выращивание зерновых, зернобобовых, масличных культур, разведение крупного рогатого скота), ООО «Весна» (пошив одежды), комбинат хлебопродуктов, ООО «Сельхозтехника». С 2010 года масштабную деятельность осуществляет сельскохозяйственная компания ООО «АГСЭН». В 2012 году турецкими инвесторами реализован проект строительства элеватора мощностью 100 тысяч тонн. Идёт реализация инвестиционного проекта «Строительство второй очереди зернового элеватора мощностью 100 тысяч тонн единовременного хранения» стоимостью 1 миллиард рублей (строительство планируется завершить в 2018 году).

## Образование, культура, медицина
- Средняя школа № 1 имени героя России Романа Китанина (объединила те три, что существовали раньше — Тамалинскую среднюю № 1, № 2 и Совхозную № 1), музыкальная школа, 2 библиотеки, ДДТ (Дом детского творчества), ФОК (физкультурно-оздоровительный комплекс), бассейн, краеведческий музей, РДК (Районный дом культуры);
- Центральная районная больница, 1 фельдшерско-акушерский пункт. В начале 2009 года в качестве одной из антикризисных мер в больнице ликвидировано акушерское отделение. По этому поводу на имя председателя Комиссии по здравоохранению Общественной палаты РФ профессора Л. М. Рошаля направлено коллективное обращение, под которым поставили свои подписи около 200 жителей Тамалы, что составляет примерно 2,6 % населения посёлка.

## Достопримечательности
- Мемориал воинам-землякам, участникам Великой Отечественной войне и Аллея Героев с бюстами шести Героев Советского Союза — Н. И. Крылова, А. И. Дёмина, Н. П. Корсакова, П. И. Мацыгина, В. З. Назаркина и Н. В. Редкина.
- Мемориал воинам, погибшим в локальных конфликтах.
- Новая Аллея Героев с бюстами двух Героев Российской Федерации — М. В. Плотниковой и Р. А. Китанина.
- Памятники производственной культуры — здание вокзала (1904; прежнее здание вокзала сгорело), элеватор (1915), контора элеватора (1915).